# Narcao
Narcao település Olaszországban, Szardínia régióban, Carbonia-Iglesias megyében. Lakosainak száma 3039 fő (2023. január 1.). Narcao Carbonia, Nuxis, Perdaxius, Villamassargia, Villaperuccio, Iglesias és Siliqua községekkel határos.

## Történelme
1853-ban a terület község lett.

## Népesség
A település lakossága az elmúlt években az alábbi módon változott:
| Lakosok száma | 3296 | 3291 | 3039 |
|               | 2017 | 2018 | 2023 |

## Közlekedés
A településnek két vasútállomása volt.